# Epirhyssa nigrobalteata
Epirhyssa nigrobalteata är en stekelart som beskrevs av Cameron 1903. Epirhyssa nigrobalteata ingår i släktet Epirhyssa och familjen brokparasitsteklar. Inga underarter finns listade i Catalogue of Life.